# Abbaye Notre-Dame-des-Anges de Landéda
Pour les articles homonymes, voir Abbaye Notre-Dame-des-Anges et Notre-Dame-des-Anges (homonymie).
L'abbaye Notre-Dame-des-Anges ou abbaye des Anges est une abbaye fondée par les Franciscains en 1509 sur le territoire de Landéda, dans le département français du Finistère. Elle a été inscrite monument historique par arrêté du 11 février 2002 et ses derniers propriétaires ont entrepris sa rénovation et sa mise en valeur après son usage comme hôtel.

## Historique
Elle est représentée sur plusieurs cartes postales anciennes. Elle a donné son nom à la plage des Anges sur l'Aber-Wrac'h.
L'abbaye fut fondée le premier dimanche de mai 1507 par Tanguy du Chastel et Marie du Juch et hébergea des moines franciscains (Cordeliers), puis à partir de 1583 des (Récollets), en provenance de l'île Vierge, en Plouguerneau. Sur les instances d'Alain, Vicomte du Léon et de Rohan, ces moines avaient fondé les abbayes de Cuburien en 1485 et de Landerneau en 1488. On imagine qu'ils abandonnèrent volontiers une île exposée aux rudes vents du large et menacée par la mer, pour venir s'installer, à l'intérieur de l'aber, dans des locaux confortables.
Les Cordeliers occupèrent leur monastère pendant 76 ans, au bout desquels, en 1583, des Récollets, à la règle plus austère, vinrent remplacer les premiers occupants. Les moines de cet ordre séjournèrent au couvent jusqu'à la Révolution française ; en 1689, le couvent ne comptait que 18 religieux et les bâtiments subirent d'importants dommages au cours d'un incendie en 1692. Il ne semble pas que l'effectif de la communauté ait jamais été important ; il était réduit à 8 moines en 1768, auxquels s'ajoutaient divers domestiques : jardiniers, cuisiniers, couturiers, valets de toutes sortes, ainsi qu'un nombre assez importants de laïcs qui venaient, tout en faisant leur retraite, demander à l'air vivifiant de la côte de revigorer leur santé chancelante. Les derniers moines quittent l'abbaye en 1791.
Le 23 juillet 1792, toute la propriété fut adjugée au titre de bien national à Joseph-Xavier Vatrain, ingénieur à Brest, qui s'en rendit acquéreur pour la somme de 15 100 livres. Celui-ci se hâta de charger entre autres choses précieuses, les 1 200 volumes de la bibliothèque qu'il fit diriger sur Brest. Désormais laïcisé, le couvent connut plusieurs propriétaires successifs et subit les outrages du temps ; il fut en partie démoli au fil des XIXe et XXe siècles ; en 1914 le toit s'écroule et la végétation l'envahit, seuls les murs et le pignon sont restés debout.Le créateur de Bécassine, Joseph-Porphyre Pinchon, y séjourné régulièrement entre 1934 et 1953. 
L'abbaye est désormais en cours de restauration, son pignon ouest a été reconstruit en 2010 et ses propriétaires actuels, projettent d'en faire un centre culturel.

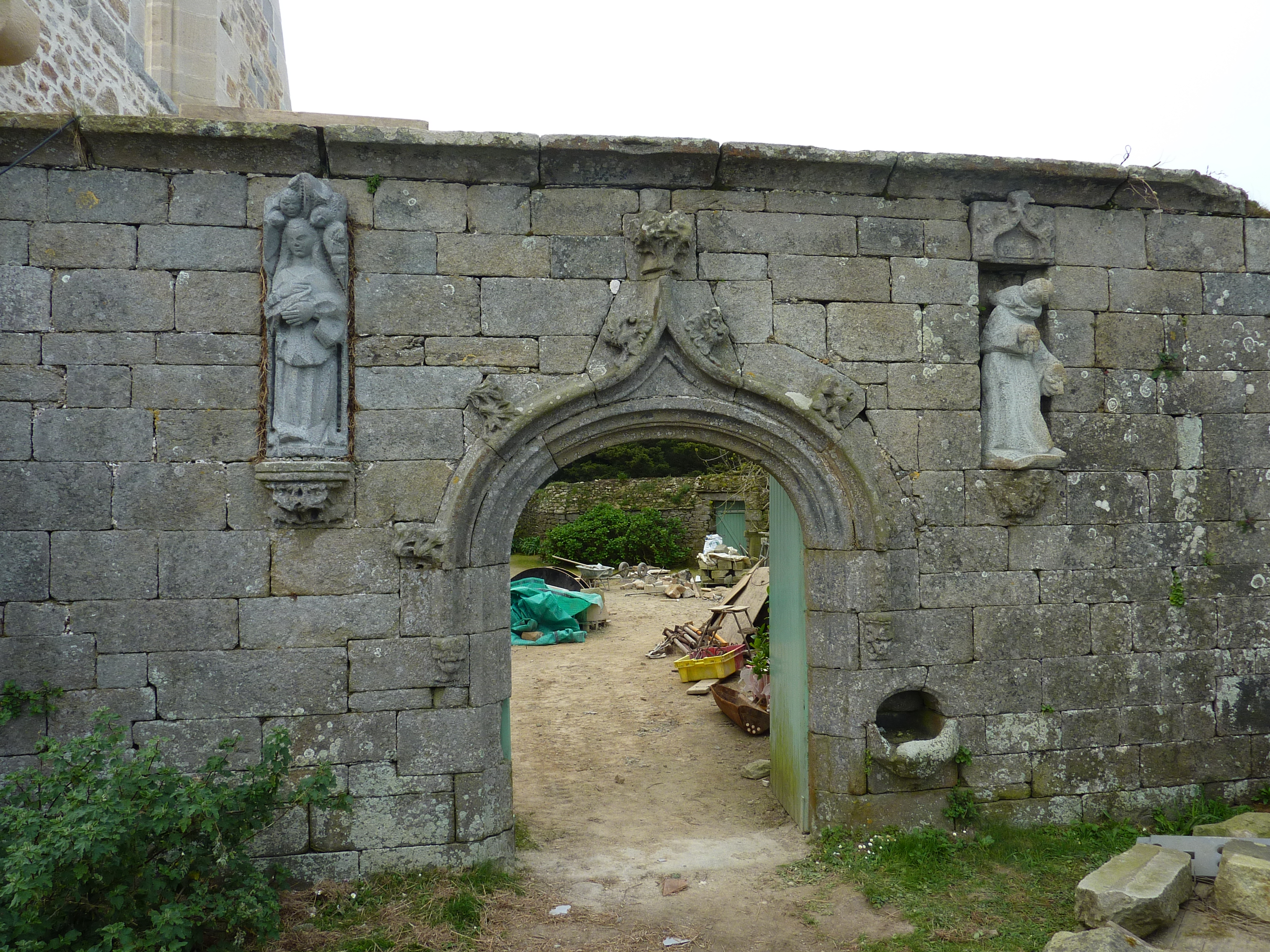
Entrée de l'abbaye.
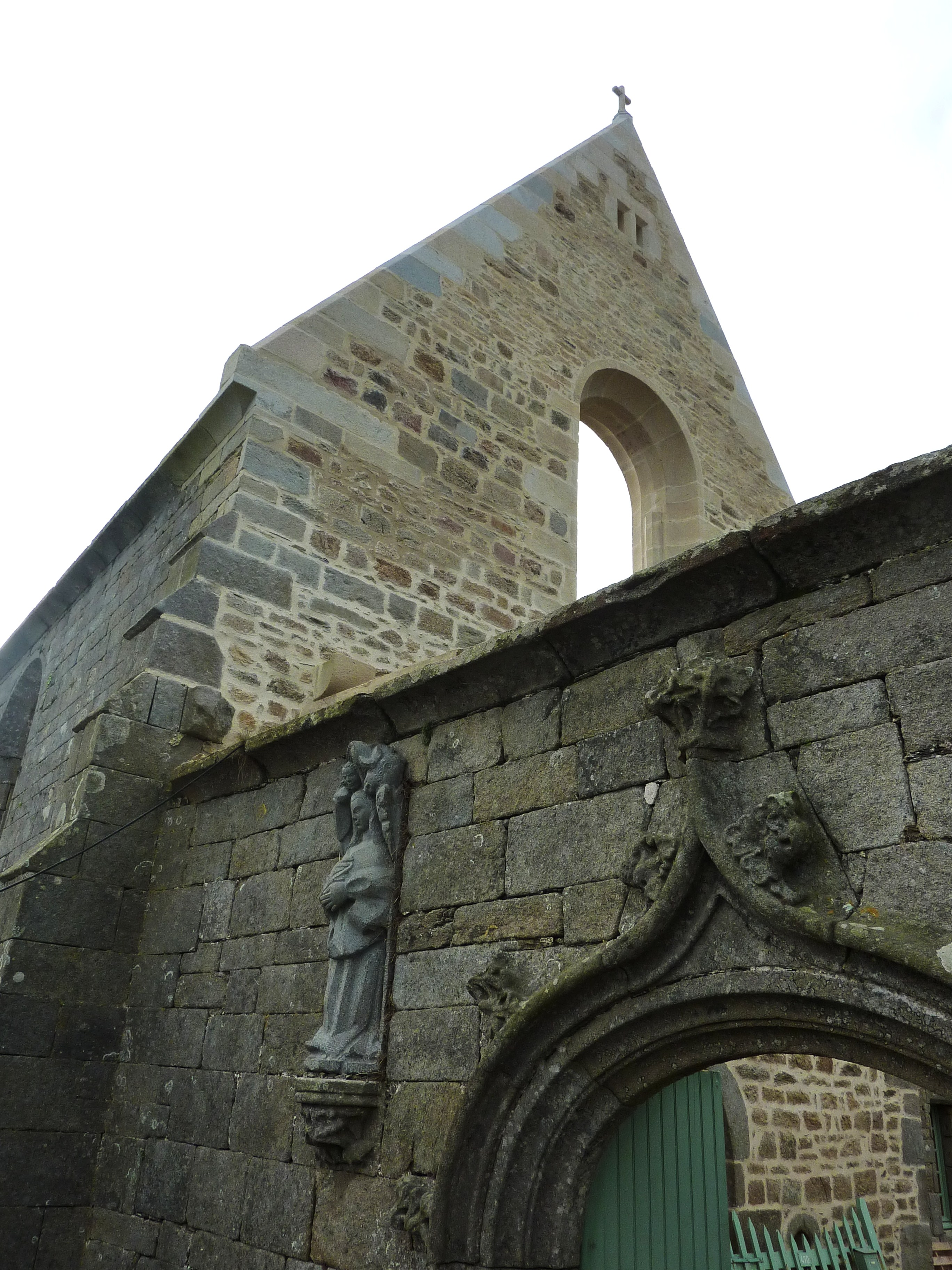
Entrée et pignon ouest restauré de l'abbatiale.
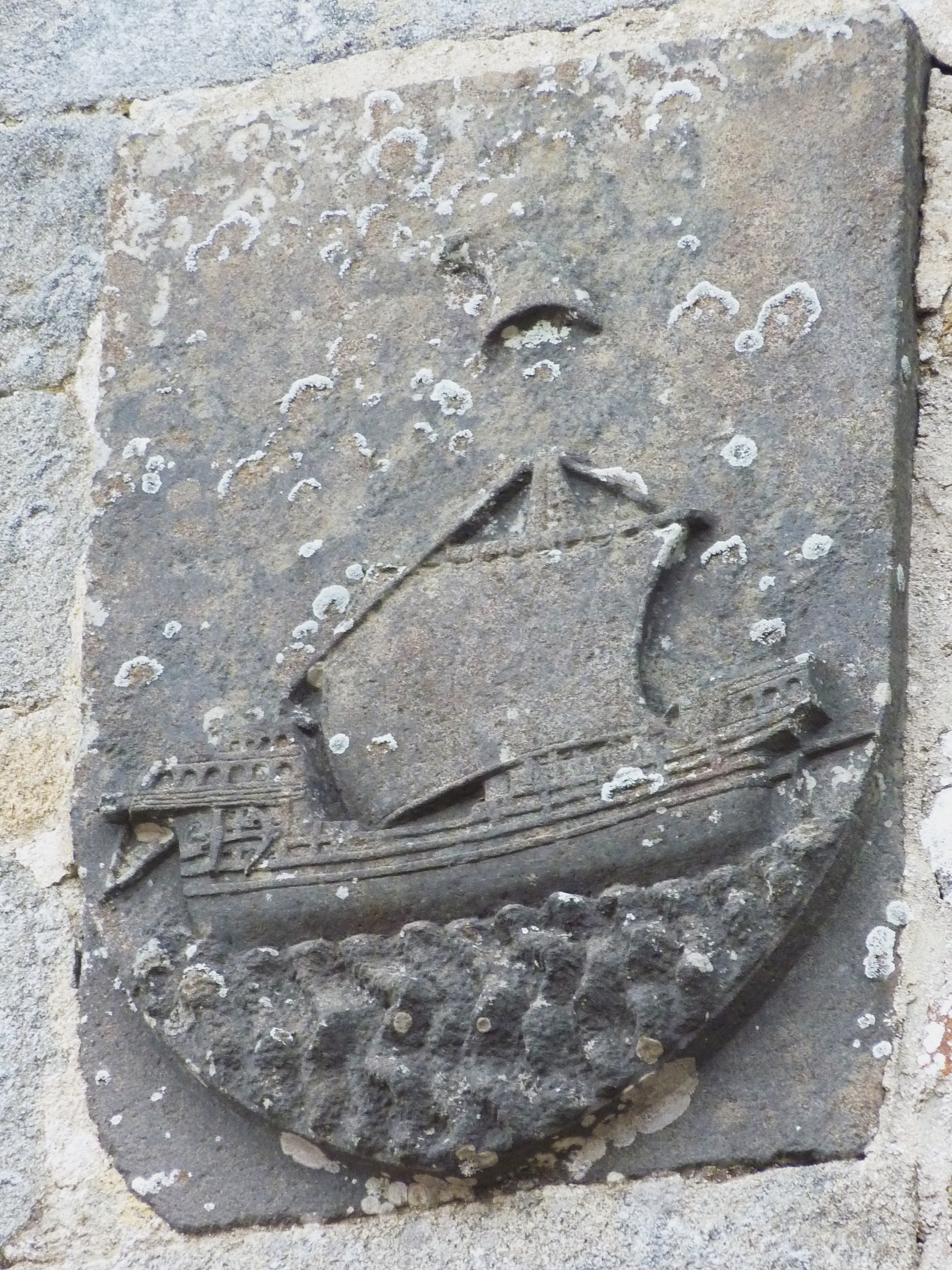
Ex-voto des marins de Penmarc'h[6].
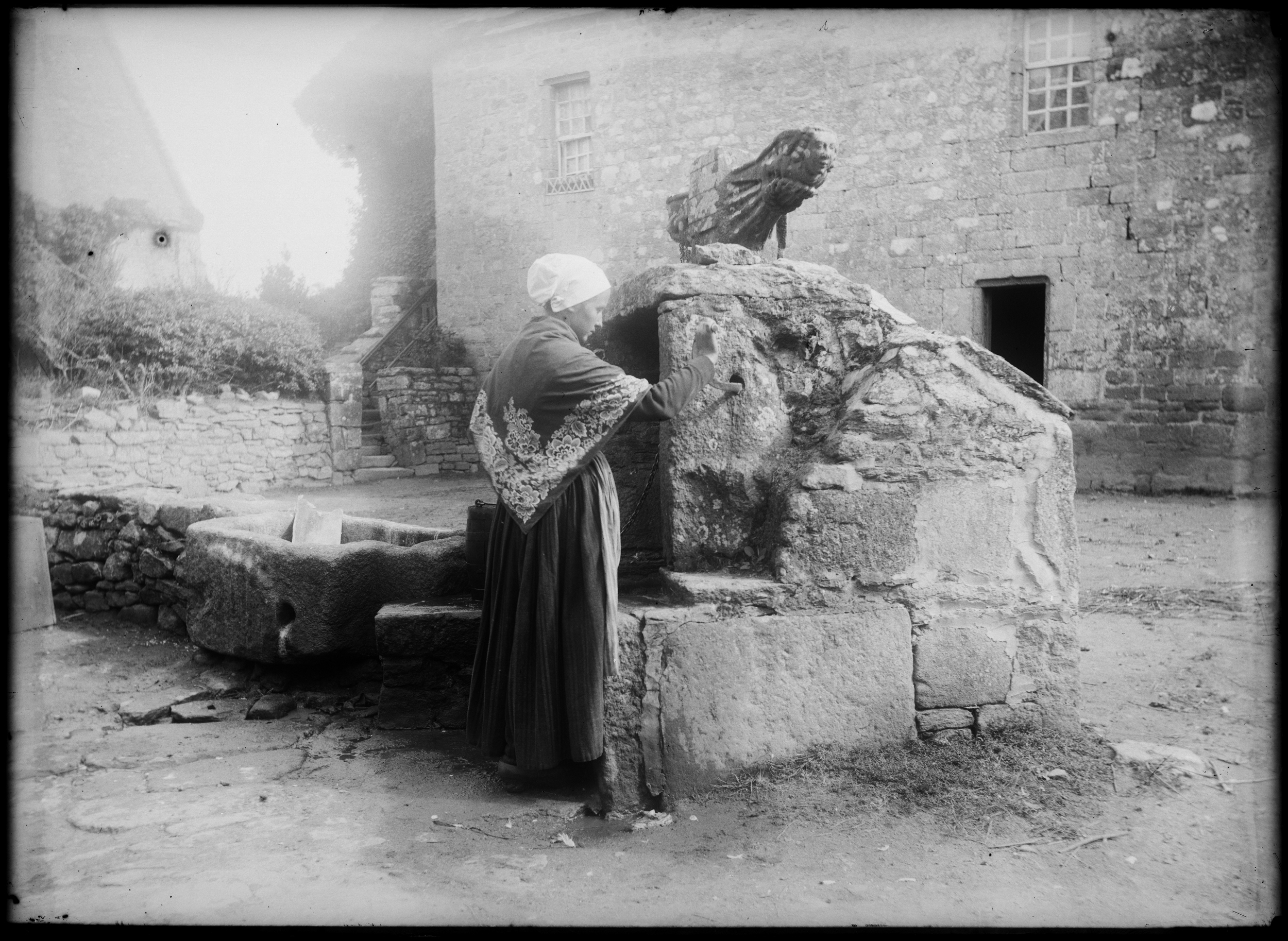
Femme au puits de l'Abbaye Notre-Dame des anges à Landéda en 1900-1902

Une centaine de vases acoustiques, sphériques ou en forme d'amphores, brisés par les dégradations commises au fil des temps, se remarquent encore à l'intérieur de l'église abbatiale. Un pigeonnier et des bâtiments annexes ont été conservés ainsi que les vestiges de la salle capitulaire.